# Mychajło Dobkin
Mychajło Markowycz Dobkin, ukr. Михайло Маркович Добкін, Michaił Markowicz Dobkin, ros. Михаил Маркович Добкин (ur. 26 stycznia 1970 w Charkowie) – ukraiński polityk i samorządowiec, deputowany, były mer Charkowa.

## Życiorys
Po odbyciu służby wojskowej pracował w przedsiębiorstwie Prohres-90 (od 1993). W 1997 podjął naukę na wydziale prawa Charkowskiego Narodowego Uniwersytetu Spraw Wewnętrznych. Rok później został wybrany w skład rady miejskiej Charkowa. Pracował wraz z ojcem w firmie East Oil Groupe. W 2001 założył organizację społeczną „Wedmidź”. W latach 2002–2006 sprawował mandat posła do Rady Najwyższej. Należał kolejno do frakcji: Demokratycznych Inicjatyw, Centrum, Zjednoczonej Socjaldemokratycznej Partii Ukrainy oraz Partii Regionów.
W marcu 2006 został wybrany na mera Charkowa. W marcu 2010 objął stanowisko przewodniczącego Charkowskiej Obwodowej Administracji Państwowej. W lutym 2014, po odsunięciu od władzy Wiktora Janukowycza w Euromajdanu, podał się do dymisji z zajmowanej funkcji. Należał do otwartych przeciwników Euromajdanu i narodowców ukraińskich.
W 2014 kandydował w wyborach prezydenckich, otrzymując w nich około 3% głosów. W tym samym roku był jednym z organizatorów Bloku Opozycyjnego, uzyskując z jego listy mandat posła VIII kadencji.

## Odznaczenia
Odznaczony ukraińskim Orderem „Za zasługi” I, II i III stopnia. Został honorowym obywatelem miasta Charkowa. W 2010 prezydent Rosji Dmitrij Miedwiediew odznaczył go Orderem Przyjaźni.

## Życie prywatne
Jest żonaty, ma trzy córki i syna.